# IDM-Saison 2018
Bei der Internationalen Deutschen Motorradmeisterschaft 2018 wurden Titel in den Klassen IDM Superbike, IDM Supersport 600, IDM Superstock 600, IDM Supersport 300 und IDM Sidecar vergeben.
Im September 2017 wurde die Einstellung der Serie zum Saisonende verkündet. Der IVM zog sich anschließend aus der Serie zurück, die Fortführung durch die Motor Presse Stuttgart GmbH & Co. KG als Promoter der IDM ab der Saison 2018 wurde im Dezember per Pressemitteilung bekanntgegeben. Ziel des neuen Promoters ist es, die Serie nicht nur am Leben zu halten, sondern wieder bekannter zu machen und die Fannähe zu stärken. Seit der Saison 2018 ist Pirelli alleiniger Reifenausrüster in allen Solo-Klassen der IDM und gleichzeitig Titelsponsor der IDM.
In der Saison 2018 wurde erstmals nach 40 Jahren kein Yamaha-Cup ausgetragen.

## Punkteverteilung
Meister wurde derjenige Fahrer beziehungsweise der Hersteller, der bis zum Saisonende die meisten Punkte erzielt hatte. Bei der Punkteverteilung wurden die Platzierungen im Gesamtergebnis des jeweiligen Rennens berücksichtigt. Die fünfzehn erstplatzierten Fahrer jedes Rennens erhielten Punkte nach folgendem Schema:
| Punkteverteilung | Punkteverteilung | Punkteverteilung | Punkteverteilung | Punkteverteilung | Punkteverteilung | Punkteverteilung | Punkteverteilung | Punkteverteilung | Punkteverteilung | Punkteverteilung | Punkteverteilung | Punkteverteilung | Punkteverteilung | Punkteverteilung | Punkteverteilung |
| ---------------- | ---------------- | ---------------- | ---------------- | ---------------- | ---------------- | ---------------- | ---------------- | ---------------- | ---------------- | ---------------- | ---------------- | ---------------- | ---------------- | ---------------- | ---------------- |
| Platz            | 1                | 2                | 3                | 4                | 5                | 6                | 7                | 8                | 9                | 10               | 11               | 12               | 13               | 14               | 15               |
| Punkte           | 25               | 20               | 16               | 13               | 11               | 10               | 9                | 8                | 7                | 6                | 5                | 4                | 3                | 2                | 1                |

In die Wertung kamen alle erzielten Punkte.

## Superbike 1000

### Wissenswertes
- Jan Halbich hatte die ersten vier Veranstaltungen für das Holzhauer Racing Promotion Team auf Honda bestritten. Zum Rennen am Lausitzring wechselte er ins Team Kawasaki Schnock Team Motorex und ersetzte dort Lucy Glöckner.
- Alessandro Polita fuhr die letzten drei Veranstaltungen für Holzhauer Racing Promotion.

### Rennergebnisse
|   | Datum  | Strecke           | Pole-Position      | Lauf | Platz 1            | Platz 2             | Platz 3              | Schn. Rennrunde    |
| - | ------ | ----------------- | ------------------ | ---- | ------------------ | ------------------- | -------------------- | ------------------ |
| 1 | 29.04. | Oschersleben      | Illja Mychaltschyk | 1    | Bastien Mackels    | Illja Mychaltschyk  | Jan Halbich          | Bastien Mackels    |
| 1 | 29.04. | Oschersleben      | Illja Mychaltschyk | 2    | Illja Mychaltschyk | Bastien Mackels     | Dominic Schmitter    | Illja Mychaltschyk |
| 2 | 10.06. | Oschersleben      | Illja Mychaltschyk | 1    | Illja Mychaltschyk | Bastien Mackels     | Julian Puffe         | Illja Mychaltschyk |
| 2 | 10.06. | Oschersleben      | Illja Mychaltschyk | 2    | Illja Mychaltschyk | Lorenzo Lanzi       | Bastien Mackels      | Bastien Mackels    |
| 3 | 08.07. | Circuit Zolder    | Illja Mychaltschyk | 1    | Illja Mychaltschyk | Bastien Mackels     | Julian Puffe         | Illja Mychaltschyk |
| 3 | 08.07. | Circuit Zolder    | Illja Mychaltschyk | 2    | Bastien Mackels    | Stefan Kerschbaumer | Daniel Kartheininger | Bastien Mackels    |
| 4 | 29.07. | Schleizer Dreieck | Julian Puffe       | 1    | Illja Mychaltschyk | Bastien Mackels     | Julian Puffe         | Illja Mychaltschyk |
| 4 | 29.07. | Schleizer Dreieck | Julian Puffe       | 2    | Illja Mychaltschyk | Bastien Mackels     | Julian Puffe         | Bastien Mackels    |
| 5 | 26.08. | Lausitzring       | Illja Mychaltschyk | 1    | Bastien Mackels    | Julian Puffe        | Illja Mychaltschyk   | Illja Mychaltschyk |
| 5 | 26.08. | Lausitzring       | Illja Mychaltschyk | 2    | Illja Mychaltschyk | Bastien Mackels     | Julian Puffe         | Illja Mychaltschyk |
| 6 | 09.09. | Assen             | Illja Mychaltschyk | 1    | Illja Mychaltschyk | Bastien Mackels     | Pepijn Bijsterbosch  | Illja Mychaltschyk |
| 6 | 09.09. | Assen             | Illja Mychaltschyk | 2    | Lorenzo Lanzi      | Illja Mychaltschyk  | Julian Puffe         | Illja Mychaltschyk |
| 7 | 30.09. | Hockenheimring    | Illja Mychaltschyk | 1    | Bastien Mackels    | Illja Mychaltschyk  | Florian Alt          | Florian Alt        |
| 7 | 30.09. | Hockenheimring    | Illja Mychaltschyk | 2    | Illja Mychaltschyk | Bastien Mackels     | Julian Puffe         | Bastien Mackels    |

### Fahrerwertung
| 1  | Illja Mychaltschyk   | BMW S 1000 RR     | alpha Racing-Van Zon-BMW      | 314 |
| 2  | Bastien Mackels      | BMW S 1000 RR     | Wilbers-BMW-Racing            | 283 |
| 3  | Julian Puffe         | BMW S 1000 RR     | alpha Racing-Van Zon-BMW      | 203 |
| 4  | Dominic Schmitter    | Suzuki GSX-R 1000 | HPC-Power Suzuki Racing       | 137 |
| 5  | Stefan Kerschbaumer  | Yamaha YZF-R1     | MPB Racing                    | 131 |
| 6  | Toni Finsterbusch    | Suzuki GSX-R 1000 | Team Suzuki Mayer             | 125 |
| 7  | Pepijn Bijsterbosch  | BMW S 1000 RR     |                               | 119 |
| 8  | Jan Halbich          | Kawasaki ZX-10R   | Kawasaki Schnock Team Motorex | 105 |
| 9  | Daniel Kartheininger | Yamaha YZF-R1     | MPB Racing                    | 95  |
| 10 | Bobby Bos            | Yamaha YZF-R1     |                               | 74  |
| 11 | Ricardo Brink        | Yamaha YZF-R1     |                               | 62  |
| 12 | Lorenzo Lanzi        | Yamaha YZF-R1     |                               | 55  |
| 13 | Jan Mohr             | Yamaha YZF-R1     | MPB Racing                    | 54  |
| 14 | Marc Neumann         | BMW S 1000 RR     |                               | 37  |

| 15 | Lucy Glöckner      | Kawasaki ZX-10R   | Kawasaki Schnock Team Motorex       | 28 |
| 16 | Danny de Boer      | Kawasaki ZX-10R   |                                     | 27 |
| 17 | Alessandro Polita  | Honda CBR 1000 RR | Holzhauer Racing Promotion          | 24 |
| 18 | Mathieu Gines      | Kawasaki ZX-10R   |                                     | 20 |
| 19 | Kevin Sieder       | Yamaha YZF-R1     | Bikerbox Racing powered by Yamaichi | 17 |
| 20 | Philipp Gengelbach | BMW S 1000 RR     |                                     | 12 |
| 21 | Felix Bauer        | Honda CBR 1000 RR |                                     | 8  |
| 22 | Manuel Schöwer     | Yamaha YZF-R1     | MPB Racing                          | 6  |
| 23 | Bram Lambrechts    | Yamaha YZF-R1     |                                     | 6  |
| 24 | Janusch Prokop     | Suzuki GSX-R 1000 |                                     | 5  |
| 25 | Jordan Weaving     | Suzuki GSX-R 1000 |                                     | 4  |
| 26 | Christof Höfer     | BMW S 1000 RR     | alpha Racing-Van Zon-BMW            | 3  |
| 27 | Björn Stuppi       | BMW S 1000 RR     |                                     | 3  |
| 28 | Sarah Heide        | Suzuki GSX-R 1000 | Suzuki Laux ADAC Sachsen            | 3  |

### Konstrukteurswertung
| 1 | BMW      | 610 |
| 2 | Yamaha   | 309 |
| 3 | Suzuki   | 265 |
| 4 | Honda    | 105 |
| 5 | Kawasaki | 96  |

## Supersport 600

### Wissenswertes
- Der spätere Supersport 600-Meister Max Enderlein konnte nach einem Sturz im Training, wegen einer daraus resultierenden Verletzung am Schlüsselbein, nicht an den Rennen in Assen teilnehmen.[5]
- Kevin Wahr wechselte nach dem Rennen in Zolder vom Team Yamaha Romero in das Team MVR-Racing.

### Rennergebnisse
|   | Datum  | Strecke           | Pole-Position | Lauf | Platz 1            | Platz 2              | Platz 3            | Schn. Rennrunde      |
| - | ------ | ----------------- | ------------- | ---- | ------------------ | -------------------- | ------------------ | -------------------- |
| 1 | 29.04. | Oschersleben      | Max Enderlein | 1    | Max Enderlein      | Marc Buchner         | Kevin Wahr         | Max Enderlein        |
| 1 | 29.04. | Oschersleben      | Max Enderlein | 2    | Kevin Wahr         | Marc Buchner         | Christian Stange   | Kevin Wahr           |
| 2 | 08.07. | Circuit Zolder    | Max Enderlein | 1    | Max Enderlein      | Marc Buchner         | Daniel Rubin       | Max Enderlein        |
| 2 | 08.07. | Circuit Zolder    | Max Enderlein | 2    | Max Enderlein      | Marc Buchner         | Sander Kroeze      | Daniel Rubin         |
| 3 | 29.07. | Schleizer Dreieck | Max Enderlein | 1    | Max Enderlein      | Daniel Rubin         | Christoph Beinlich | Daniel Rubin         |
| 3 | 29.07. | Schleizer Dreieck | Max Enderlein | 2    | Kevin Wahr         | Dennis Lippert       | Max Enderlein      | Daniel Rubin         |
| 4 | 26.08. | Lausitzring       | Max Enderlein | 1    | Marc Buchner       | Max Enderlein        | Christian Stange   | Christian Stange     |
| 4 | 26.08. | Lausitzring       | Max Enderlein | 2    | Max Enderlein      | Christian Stange     | Dennis Lippert     | Max Enderlein        |
| 5 | 09.09. | Assen             | Rob Hartog    | 1    | Glenn van Straalen | Daniel Rubin         | Kevin Wahr         | Glenn van Straalen   |
| 5 | 09.09. | Assen             | Rob Hartog    | 2    | Glenn van Straalen | Daniel Rubin         | Sander Kroeze      | Glenn van Straalen   |
| 6 | 30.09. | Hockenheimring    | Kevin Wahr    | 1    | Dominik Rubin      | Patrick Hobelsberger | Sander Kroeze      | Patrick Hobelsberger |
| 6 | 30.09. | Hockenheimring    | Kevin Wahr    | 2    | Kevin Wahr         | Sander Kroeze        | Daniel Rubin       | Kevin Wahr           |

### Fahrerwertung
| 1  | Max Enderlein       | Yamaha YZF-R6  | Freudenberg WorldSSP Team                  | 194 |
| 2  | Daniel Rubin        | Yamaha YZF-R6  | Rubin Racing Team                          | 174 |
| 3  | Marc Buchner        | Yamaha YZF-R6  | Buchner Motorsport                         | 149 |
| 4  | Kevin Wahr          | Yamaha YZF-R6  |                                            | 148 |
| 5  | Sander Kroeze       | Yamaha YZF-R6  |                                            | 131 |
| 6  | Dominik Rubin       | Yamaha YZF-R6  | Rubin Racing Team                          | 130 |
| 7  | Dennis Lippert      | Yamaha YZF-R6  | T.O.M. Racing powered by myMoto24.de       | 125 |
| 8  | Vasco van der Valk  | Yamaha YZF-R6  | Benro Racing                               | 110 |
| 9  | Christoph Beinlich  | Yamaha YZF-R6  |                                            | 92  |
| 10 | Gabriel Noderer     | Kawasaki ZX-6R | Kawasaki Schonck Team Motorex              | 71  |
| 11 | Arne de Wintere     | Yamaha YZF-R6  |                                            | 66  |
| 12 | Christian Stange    | Yamaha YZF-R6  |                                            | 60  |
| 13 | Milan Merckelbagh   | Yamaha YZF-R6  | Benro Racing                               | 42  |
| 14 | Martin Vugrinec     | Kawasaki ZX-6R | Kielbassa Unior Racing Team                | 33  |
| 15 | Marco Freyer        | Yamaha YZF-R6  |                                            | 26  |
| 16 | Koen Zeelen         | Yamaha YZF-R6  | Buchner Motorsport                         | 25  |
| 17 | Ian Dublin          | Yamaha YZF-R6  |                                            | 25  |
| 18 | Julian Trummer      | Yamaha YZF-R6  |                                            | 24  |
| 19 | Max Moutschka       | Yamaha YZF-R6  | TGRT.racing e.V. powered by Ju.K Marketing | 20  |
| 20 | Sandro Wagner       | Yamaha YZF-R6  | Rubin Racing Team                          | 18  |
| 21 | Lars-Gerrit Wozniak | Yamaha YZF-R6  | T.O.M. Racing powered by myMoto24.de       | 4   |

## Superstock 600

### Wissenswertes
Auf Grund der Absage des Yamaha-Cup, wurde die Superstock 600-Klasse in der IDM eingeführt, die näher an der Serie ist als die Supersport 600 und somit als günstiger Einstieg dient. Die Klasse war offen für alle in der IDM eingeschriebenen Hersteller. Die Fahrer starteten gemeinsam mit der Supersport 600, wurden aber getrennt gewertet. Am Ende der Saison wurde in dieser Klasse kein "Deutscher Meister"-Titel vergeben, sondern ein Cup-Sieger gekürt.

### Rennergebnisse
|   | Datum  | Strecke           | Pole-Position | Lauf | Platz 1          | Platz 2          | Platz 3          | Schn. Rennrunde      |
| - | ------ | ----------------- | ------------- | ---- | ---------------- | ---------------- | ---------------- | -------------------- |
| 1 | 29.04. | Oschersleben      | Max Enderlein | 1    | Marco Fetz       | Moritz Jenkner   | Jan Schmidt      | Max Enderlein        |
| 1 | 29.04. | Oschersleben      | Max Enderlein | 2    | Marco Fetz       | Moritz Jenkner   | Jan Schmidt      | Kevin Wahr           |
| 2 | 08.07. | Circuit Zolder    | Max Enderlein | 1    | Marco Fetz       | Jan Schmidt      | Moritz Jenkner   | Max Enderlein        |
| 2 | 08.07. | Circuit Zolder    | Max Enderlein | 2    | Marco Fetz       | Michael Götz     | Stefan Ströhlein | Daniel Rubin         |
| 3 | 29.07. | Schleizer Dreieck | Max Enderlein | 1    | Moritz Jenkner   | Marco Fetz       | Stefan Ströhlein | Daniel Rubin         |
| 3 | 29.07. | Schleizer Dreieck | Max Enderlein | 2    | Marco Fetz       | Moritz Jenkner   | Stefan Ströhlein | Daniel Rubin         |
| 4 | 26.08. | Lausitzring       | Max Enderlein | 1    | Stefan Ströhlein | Jan Schmidt      | Marco Fetz       | Christian Stange     |
| 4 | 26.08. | Lausitzring       | Max Enderlein | 2    | Stefan Ströhlein | Moritz Jenkner   | Marco Fetz       | Max Enderlein        |
| 5 | 09.09. | Assen             | Rob Hartog    | 1    | Marco Fetz       | Moritz Jenkner   | Jan Schmidt      | Glenn van Straalen   |
| 5 | 09.09. | Assen             | Rob Hartog    | 2    | Stefan Ströhlein | Marco Fetz       | Moritz Jenkner   | Glenn van Straalen   |
| 6 | 30.09. | Hockenheimring    | Kevin Wahr    | 1    | Stefan Ströhlein | Marco Fetz       | Jan Schmidt      | Patrick Hobelsberger |
| 6 | 30.09. | Hockenheimring    | Kevin Wahr    | 2    | Jan Schmidt      | Stefan Ströhlein | Marco Fetz       | Kevin Wahr           |

### Fahrerwertung
| 1  | Marco Fetz       | Yamaha YZF-R6 |                            | 258 |
| 2  | Stefan Ströhlein | Yamaha YZF-R6 |                            | 220 |
| 3  | Moritz Jenkner   | Yamaha YZF-R6 | ADAC Sachsen e.V.          | 209 |
| 4  | Jan Schmidt      | Yamaha YZF-R6 | Racing Team German Liquids | 142 |
| 5  | Michael Götz     | Yamaha YZF-R6 |                            | 115 |
| 6  | Kevin Laurien    | Yamaha YZF-R6 |                            | 114 |
| 7  | Benjamin Müller  | Yamaha YZF-R6 |                            | 109 |
| 8  | Philipp Stich    | Yamaha YZF-R6 |                            | 91  |
| 9  | Per Behmer       | Yamaha YZF-R6 | Rubin Racing Team          | 80  |
| 10 | Angelo Labita    | Yamaha YZF-R6 |                            | 29  |

## Supersport 300

### Wissenswertes
- Jan-Ole Jähnig und Maximilian Kappler vom Freudenberg WorldSSP Team haben nur an ausgewählten Veranstaltungen der IDM teilgenommen. Beide Piloten nahmen in der Saison 2018 an der Supersport-300-Weltmeisterschaft teil.
- Troy Beinlich wechselte nach dem Saisonauftakt in Oschersleben von Yamaha auf Kawasaki.
- Milan Merckelbagh wechselte nach der Veranstaltung am Schleizer Dreieck von der Supersport 300 in die Supersport 600-Kategorie.

### Rennergebnisse
|   | Datum  | Strecke           | Pole-Position  | Lauf | Platz 1            | Platz 2            | Platz 3            | Schn. Rennrunde    |
| - | ------ | ----------------- | -------------- | ---- | ------------------ | ------------------ | ------------------ | ------------------ |
| 1 | 29.04. | Oschersleben      | Jan-Ole Jähnig | 1    | Maximilian Kappler | Victor Steeman     | Jan-Ole Jähnig     | Maximilian Kappler |
| 1 | 29.04. | Oschersleben      | Jan-Ole Jähnig | 2    | Victor Steeman     | Toni Erhard        | Maximilian Kappler | Victor Steeman     |
| 2 | 08.07. | Circuit Zolder    | Dion Otten     | 1    | Dion Otten         | Victor Steeman     | Toni Erhard        | Dion Otten         |
| 2 | 08.07. | Circuit Zolder    | Dion Otten     | 2    | Victor Steeman     | Dion Otten         | Toni Erhard        | Victor Steeman     |
| 3 | 29.07. | Schleizer Dreieck | Jan-Ole Jähnig | 1    | Jan-Ole Jähnig     | Maximilian Kappler | Toni Erhard        | Jan-Ole Jähnig     |
| 3 | 29.07. | Schleizer Dreieck | Jan-Ole Jähnig | 2    | Jan-Ole Jähnig     | Victor Steeman     | Toni Erhard        | Jan-Ole Jähnig     |
| 4 | 26.08. | Lausitzring       | Toni Erhard    | 1    | Jan-Ole Jähnig     | Toni Erhard        | Dion Otten         | Toni Erhard        |
| 4 | 26.08. | Lausitzring       | Toni Erhard    | 2    | Toni Erhard        | Victor Steeman     | Dion Otten         | Victor Steeman     |
| 5 | 09.09. | Assen             | Victor Steeman | 1    | Toni Erhard        | Dion Otten         | Victor Steeman     | Dion Otten         |
| 5 | 09.09. | Assen             | Victor Steeman | 2    | Toni Erhard        | Victor Steeman     | Dennis Koopman     | Victor Steeman     |
| 6 | 30.09. | Hockenheimring    | Toni Erhard    | 1    | Dion Otten         | Micky Winkler      | Jeffrey Buis       | Dion Otten         |
| 6 | 30.09. | Hockenheimring    | Toni Erhard    | 2    | Dion Otten         | Toni Erhard        | Max Schmidt        | Micky Winkler      |

### Fahrerwertung
| 1  | Toni Erhard        | KTM RC390R         | Kiefer Racing             | 212 |
| 2  | Dion Otten         | Honda CBR500 R     |                           | 195 |
| 3  | Victor Steeman     | KTM RC390R         |                           | 182 |
| 4  | Jeffrey Buis       | Yamaha YZF-R3      |                           | 105 |
| 5  | Jan-Ole Jähnig     | KTM RC390R         | Freudenberg WorldSSP Team | 104 |
| 6  | Micky Winkler      | Yamaha YZF-R3      |                           | 91  |
| 7  | Troy Beinlich      | Kawasaki Ninja 400 |                           | 90  |
| 8  | Maximilian Kappler | KTM RC390R         | Freudenberg WorldSSP Team | 74  |
| 9  | Finn de Bruin      | Yamaha YZF-R3      |                           | 74  |
| 10 | Max Schmidt        | KTM RC390R         | GAP Junior Team           | 71  |
| 11 | Kevin Mijwaart     | Yamaha YZF-R3      |                           | 71  |
| 12 | Milan Merckelbagh  | Yamaha YZF-R3      | Benro Racing              | 55  |
| 13 | Noah Bronckhorst   | Yamaha YZF-R3      |                           | 54  |
| 14 | Niek van den Broek | Yamaha YZF-R3      |                           | 42  |

| 15 | Roy Voermans        | KTM RC390R         |                               | 42 |
| 16 | Joep Overbeeke      | Yamaha YZF-R3      |                               | 37 |
| 17 | Thom Molenaar       | Yamaha YZF-R3      |                               | 35 |
| 18 | Thijs Sup           | Yamaha YZF-R3      |                               | 27 |
| 19 | Mieke Abbink        | Yamaha YZF-R3      |                               | 24 |
| 20 | Xavier van Duffelen | Yamaha YZF-R3      |                               | 18 |
| 21 | Ewald t' Hoen       | Yamaha YZF-R3      |                               | 11 |
| 22 | Birgit Scheffer     | Yamaha YZF-R3      |                               | 10 |
| 23 | Vladislav Garbaruk  | Kawasaki Ninja 300 |                               | 4  |
| 24 | Philippe Cavegn     | Kawasaki Ninja 300 | Kawasaki Schnock Team Motorex | 4  |
| 25 | Jaro Hoekstra       | Yamaha YZF-R3      |                               | 2  |
| 26 | Seppe Noel          | Yamaha YZF-R3      |                               | 1  |
| 27 | Luuk Sup            | Yamaha YZF-R3      |                               | 1  |

### Konstrukteurswertung
| 1 | KTM      | 455 |
| 2 | Yamaha   | 270 |
| 3 | Honda    | 195 |
| 4 | Kawasaki | 100 |

## Gespanne

### Wissenswertes
- Beim zweiten Rennen auf dem Circuit Zolder wurde dem Team Sattler Motorsport der Sieg aberkannt. Weil der Motor nicht dem Regelwerk entsprach, erfolgte die Disqualifikation.
- Im Gegensatz zur Weltmeisterschaft für Seitenwagen, bei der mit 600 cm³ Motoren gefahren wird, setzte die IDM weiterhin auf 1000 cm³, Gespanne mit 600 cm³ wurden aber zugelassen.

### Rennergebnisse
|   | Datum  | Strecke           | Pole-Position                      | Lauf | Platz 1                            | Platz 2                            | Platz 3                            | Schn. Rennrunde                    |
| - | ------ | ----------------- | ---------------------------------- | ---- | ---------------------------------- | ---------------------------------- | ---------------------------------- | ---------------------------------- |
| 1 | 29.04. | Oschersleben      | Bennie Streuer / Gerard Daalhuizen | 1    | Bennie Streuer / Gerard Daalhuizen | Josef Sattler / Uwe Neubert        | André Kretzer / Björn Bosch        | Bennie Streuer / Gerard Daalhuizen |
| 1 | 29.04. | Oschersleben      | Bennie Streuer / Gerard Daalhuizen | 2    | Bennie Streuer / Gerard Daalhuizen | Josef Sattler / Uwe Neubert        | André Kretzer / Björn Bosch        | Bennie Streuer / Gerard Daalhuizen |
| 2 | 08.07. | Zolder            | Josef Sattler / Uwe Neubert        | 1    | Josef Sattler / Uwe Neubert        | André Kretzer / Björn Bosch        | Bennie Streuer / Gerard Daalhuizen | Josef Sattler / Uwe Neubert        |
| 2 | 08.07. | Zolder            | Josef Sattler / Uwe Neubert        | 2    | Bennie Streuer / Gerard Daalhuizen | Andres Nussbaum / Manuel Hirschi   | Mike Roscher / Anna Burkard        | Bennie Streuer / Gerard Daalhuizen |
| 3 | 29.07. | Schleizer Dreieck | Josef Sattler / Uwe Neubert        | 1    | Josef Sattler / Uwe Neubert        | Bennie Streuer / Gerard Daalhuizen | André Kretzer / Björn Bosch        | Josef Sattler / Uwe Neubert        |
| 3 | 29.07. | Schleizer Dreieck | Josef Sattler / Uwe Neubert        | 2    | Josef Sattler / Uwe Neubert        | Bennie Streuer / Gerard Daalhuizen | André Kretzer / Björn Bosch        | Josef Sattler / Uwe Neubert        |
| 4 | 26.08. | Lausitzring       | Josef Sattler / Uwe Neubert        | 1    | Bennie Streuer / Gerard Daalhuizen | André Kretzer / Björn Bosch        | Josef Sattler / Uwe Neubert        | Josef Sattler / Uwe Neubert        |
| 4 | 26.08. | Lausitzring       | Josef Sattler / Uwe Neubert        | 2    | Bennie Streuer / Gerard Daalhuizen | Josef Sattler / Uwe Neubert        | André Kretzer / Björn Bosch        | Bennie Streuer / Gerard Daalhuizen |
| 5 | 08.09. | Assen             | André Kretzer / Björn Bosch        | 1    | Josef Sattler / Uwe Neubert        | André Kretzer / Björn Bosch        | John Smits / Gunter Verbrugge      | Josef Sattler / Uwe Neubert        |
| 5 | 08.09. | Assen             | André Kretzer / Björn Bosch        | 2    | Josef Sattler / Uwe Neubert        | André Kretzer / Björn Bosch        | Manuel Moreau / Sebastien Arifon   | Josef Sattler / Uwe Neubert        |
| 6 | 30.09. | Hockenheimring    | André Kretzer / Björn Bosch        | 1    | André Kretzer / Björn Bosch        | Josef Sattler / Uwe Neubert        | Mike Roscher / Anna Burkard        | Josef Sattler / Uwe Neubert        |
| 6 | 30.09. | Hockenheimring    | André Kretzer / Björn Bosch        | 2    | André Kretzer / Björn Bosch        | Bennie Streuer / Gerard Daalhuizen | Josef Sattler / Uwe Neubert        | Josef Sattler / Uwe Neubert        |

### Fahrerwertung
| 1  | Josef Sattler      | Uwe Neubert            | Adolf RS1 BMW               | Sattler Motorsport                 | 237 |
| 2  | Bennie Streuer     | Gerard Daalhuizen      | LCR-Suzuki                  | Team Streuer Daalhuizen            | 214 |
| 3  | André Kretzer      | Björn Bosch            | LCR-Suzuki                  | AKW Kretzer Racing                 | 210 |
| 4  | Mike Roscher       | Anna Burkard           | LCR-BMW                     | RSC-Racing Roscher-Burkhard-Penz13 | 143 |
| 5  | Andres Nussbaum    | Manuel Hirschi         | LCR-Suzuki                  | Sidecar Team Hirschi´s Sense       | 111 |
| 6  | Robert Zimmermann  | Michael Prudlik        | LCR-Suzuki                  | Zimmermann Racing                  | 106 |
| 7  | Peter Schröder     | Denise Werth           | LCR-Suzuki                  | Schröder Werth Sidecar Racing      | 106 |
| 8  | John Smits         | Gunter Verbrugge       | RCN-Yamaha                  | Sidecar Racingteam Smits           | 105 |
| 9  | Adam Treasure      | Bradley Gorrie         | LCR-Suzuki                  | Treasure Racing                    | 71  |
| 10 | Wiggert Kranenburg | Jermaine van Middegaal | RCN-Yamaha                  | Team Kranenburg                    | 67  |
| 11 | Hilbert Talens     | Frank Claeys           | LCR-Yamaha                  | Talens Racing                      | 62  |
| 12 | Michael Ouger      | Coralie Galerne        | LCR-Suzuki                  | Team Bete des Vosges               | 45  |
| 13 | Kees Endeveld      | Jeroen Remmé           | Adolf RS Kawasaki (600 cm³) | Drugsadvies Sidecarshop Racing     | 38  |
| 14 | Helmut Lingen      | Björn Bosch            | LCR-Suzuki                  | Lingo's Lower Rhine Sidecar Racers | 37  |
| 15 | Wout Vermeule      | Werner Wiegers         | RSR-Yamaha                  | Halo Delmeco                       | 26  |
| 16 | Ilse de Haas       | Ferry Segers           | RCN-Yamaha                  | RCN Factory Racing                 | 26  |
| 17 | Rogier Weekers     | Remco Moes             | Windle-Suzuki               | Weekers Racing                     | 14  |
| 18 | Phil Croft         | Sophie Sattelberger    | RCN Yamaha                  | Team Croft Sidecar Racing          | 9   |
| 19 | Jorden Klok        | Gerrit Garretsen       | RSR-Yamaha                  | Sidecar Racing Klok                | 8   |
| 20 | Christian Ruppert  | Ueli Wäfler            | LCR-Kawasaki                | fun42-racing                       | 6   |

## Rahmenrennen
- Im Rahmen der Internationalen Deutschen Motorradmeisterschaft 2018 wurde der Twin-Cup sowie der Suzuki GSX-R 1000-Cup ausgetragen.